# سیمرغ بلورین بهترین صداگذاری و میکس جشنواره فیلم فجر
سیمرغ بلورین بهترین صداگذاری و میکس جایزه‌ای ‌است که هرساله در جشنوارهٔ فیلم فجر به بهترین صداگذار و میکس‌کننده اهدا می‌شود.

## فهرست برندگان
| دوره | سال  | بهترین صداگذار و میکس        | نام فیلم                        |
| ---- | ---- | ---------------------------- | ------------------------------- |
| ۱    | ۱۳۶۱ | این جایزه وجود نداشت         | این جایزه وجود نداشت            |
| ۲    | ۱۳۶۲ | این جایزه وجود نداشت         | این جایزه وجود نداشت            |
| ۳    | ۱۳۶۳ | این جایزه وجود نداشت         | این جایزه وجود نداشت            |
| ۴    | ۱۳۶۴ | این جایزه وجود نداشت         | این جایزه وجود نداشت            |
| ۵    | ۱۳۶۵ | اسحاق خانزادی                | شیر سنگی                        |
| ۶    | ۱۳۶۶ | به کسی اعطا نشد              | به کسی اعطا نشد                 |
| ۷    | ۱۳۶۷ | اسحاق خانزادی                | در مسیر تندباد                  |
| ۸    | ۱۳۶۸ | محسن روشن                    | مهاجر                           |
| ۹    | ۱۳۶۹ | محسن روشن                    | چشم شیشه‌ای                      |
| ۱۰   | ۱۳۷۰ | روبیک منصوری                 | پوتین                           |
| ۱۱   | ۱۳۷۱ | محسن روشن                    | بر بال فرشتگان                  |
| ۱۲   | ۱۳۷۲ | بهروز شهامت                  | حماسه مجنون                     |
| ۱۳   | ۱۳۷۳ | بهروز شهامت                  | ساز ستاره                       |
| ۱۴   | ۱۳۷۴ | عباس رستگارپور و بهروز شهامت | گبه                             |
| ۱۵   | ۱۳۷۵ | بهمن اردلان و مسعود بهنام    | براده‌های خورشید                 |
| ۱۶   | ۱۳۷۶ | محمدرضا دلپاک                | تولد یک پروانه                  |
| ۱۷   | ۱۳۷۷ | محمدرضا دلپاک                | رنگ خدا                         |
| ۱۸   | ۱۳۷۸ | اسحاق خانزادی                | اعتراض                          |
| ۱۹   | ۱۳۷۹ | محمدرضا دلپاک                | باران                           |
| ۲۰   | ۱۳۸۰ | محمدرضا دلپاک                | سفر به فردا                     |
| ۲۱   | ۱۳۸۱ | به کسی اعطا نشد              | به کسی اعطا نشد                 |
| ۲۲   | ۱۳۸۲ | مسعود بهنام و حمید نقیبی     | دوئل                            |
| ۲۳   | ۱۳۸۳ | بهمن اردلان                  | خیلی دور، خیلی نزدیک            |
| ۲۴   | ۱۳۸۴ | محمدرضا دلپاک                | زمان می‌ایستد                    |
| ۲۵   | ۱۳۸۵ | محمدرضا دلپاک                | قاعده بازی                      |
| ۲۶   | ۱۳۸۶ | به کسی اعطا نشد              | به کسی اعطا نشد                 |
| ۲۷   | ۱۳۸۷ | محمدرضا دلپاک                | درباره الی                      |
| ۲۸   | ۱۳۸۸ | کینسون چانگ علیرضا علویان    | ملک سلیمان آناهیتا              |
| ۲۹   | ۱۳۸۹ | اسحاق خانزادی و علی ابوالصدق | جرم                             |
| ۳۰   | ۱۳۹۰ | محمدرضا دلپاک                | خرس                             |
| ۳۱   | ۱۳۹۱ | محمدرضا دلپاک                | برلین ۷-                        |
| ۳۲   | ۱۳۹۲ | علیرضا علویان                | چ                               |
| ۳۳   | ۱۳۹۳ | علیرضا علویان                | من دیه‌گو مارادونا هستم          |
| ۳۴   | ۱۳۹۴ | محمدرضا دلپاک                | لانتوری                         |
| ۳۵   | ۱۳۹۵ | علیرضا علویان                | بدون تاریخ، بدون امضا           |
| ۳۶   | ۱۳۹۶ | علیرضا علویان                | به وقت شام و مغزهای کوچک زنگ‌زده |
| ۳۷   | ۱۳۹۷ | مهرشاد ملکوتی                | ماجرای نیمروز: رد خون           |
| ۳۸   | ۱۳۹۸ | آرش قاسمی                    | شنای پروانه                     |
| ۳۹   | ۱۳۹۹ | امیرحسین قاسمی               | یدو                             |
| ۴۰   | ۱۴۰۰ | علیرضا علویان                | علفزار و بدون قرار قبلی         |
| ۴۱   | ۱۴۰۱ | علیرضا علویان                | یادگار جنوب                     |
| ۴۲   | ۱۴۰۲ | بهمن اردلان                  | آسمان غرب                       |
| ۴۳   | ۱۴۰۳ | حسین قورچیان                 | گوزن‌های اتوبان                  |